# U-165 (tàu ngầm Đức) (1941)
U-165 là một tàu ngầm tấn công  Lớp Type IX thuộc phân lớp Type IXC được Hải quân Đức Quốc Xã chế tạo trong Chiến tranh Thế giới thứ hai. Nhập biên chế năm 1942, nó chỉ thực hiện được một chuyến tuần tra duy nhất, đánh chìm hai tàu buôn cùng một tàu chiến phụ trợ với tổng tải trọng 8.754 GRT, đồng thời gây hư hại cho ba tàu buôn cùng một tàu chiến phụ trợ với tổng tải trọng 21.751 GRT. Trong chuyến tuần tra, U-165 bị một máy bay ném bom Vickers Wellington của Không quân Hoàng gia Anh với đội bay người Séc đánh chìm trong vịnh Biscay vào ngày 27 tháng 9, 1942.

## Thiết kế và chế tạo

### Thiết kế
Thiết kế của tàu ngầm Type IXC có kích thước hơi nhỉnh hơn so với phân lớp Type IXB dẫn trước. Chúng có trọng lượng choán nước 1.120 t (1.100 tấn Anh) khi nổi và 1.232 t (1.213 tấn Anh) khi lặn. Con tàu có chiều dài chung 76,76 m (251 ft 10 in), lớp vỏ trong chịu áp lực dài 58,75 m (192 ft 9 in), mạn tàu rộng 6,76 m (22 ft 2 in), chiều cao 9,60 m (31 ft 6 in) và mớn nước 4,70 m (15 ft 5 in).
Chúng trang bị hai động cơ diesel MAN M 9 V 40/46 siêu tăng áp 9-xy lanh 4 thì, tổng công suất 4.400 PS (3.200 kW; 4.300 bhp), dẫn động hai trục chân vịt đường kính 1,92 m (6,3 ft), cho phép đạt tốc độ tối đa 18,3 kn (33,9 km/h), và tầm hoạt động tối đa 13.450 nmi (24.910 km) khi đi tốc độ đường trường 10 kn (19 km/h). Khi đi ngầm dưới nước, chúng sử dụng hai động cơ/máy phát điện Siemens-Schuckert 2 GU 345/34 tổng công suất 1.000 PS (740 kW; 990 shp). Tốc độ tối đa khi lặn là 7,3 kn (13,5 km/h), và tầm hoạt động 63 nmi (117 km) ở tốc độ 4 kn (7,4 km/h). Con tàu có khả năng lặn sâu đến 230 m (750 ft).
Vũ khí trang bị có sáu ống phóng ngư lôi 53,3 cm (21 in), bao gồm bốn ống trước mũi và hai ống phía đuôi, và mang theo tổng cộng 22 quả ngư lôi 53,3 cm (21 in). Tàu ngầm Type IX trang bị một hải pháo 10,5 cm (4,1 in) SK C/32 với 110 quả đạn, một pháo phòng không 3,7 cm (1,5 in) SK C/30 và hai pháo phòng không 2 cm (0,79 in) C/30. Thủy thủ đoàn bao gồm 4 sĩ quan và 44 thủy thủ.

### Chế tạo
U-165 được đặt hàng vào ngày 25 tháng 9, 1939, và được đặt lườn tại xưởng tàu Seebeck của hãng DeSchiMAG ở Bremerhaven vào ngày 30 tháng 8, 1940. Nó được hạ thủy vào ngày 15 tháng 8, 1941, và nhập biên chế cùng Hải quân Đức Quốc Xã vào ngày 3 tháng 2, 1942 dưới quyền chỉ huy của Hạm trưởng, Trung tá Hải quân Eberhard Hoffmann.

## Lịch sử hoạt động
Sau khi hoàn tất việc chạy thử máy và huấn luyện trong thành phần Chi hạm đội U-boat 4, U-165 được điều sang Chi hạm đội U-boat 10 từ ngày 1 tháng 9, 1942 để hoạt động trên tuyến đầu cho đến khi bị mất.
U-165 xuất phát từ cảng Kiel, Đức đây vào ngày 7 tháng 8, 1942 cho chuyến tuần tra duy nhất trong chiến tranh. Nó tiến ra Bắc Hải, rồi băng qua khe GI-UK giữa Iceland và quần đảo Faroe để vòng qua quần đảo Anh, và tiếp tục băng qua suốt Đại Tây Dương để hoạt động tại khu vực lân cận Newfoundland và Labrador, Canada. Ở lối ra vào phía Bắc của eo biển đảo Belle vào ngày 28 tháng 8, nó phóng ngư lôi tấn công Đoàn tàu SG-6, và gây hư hại cho tàu tiếp dầu USS Laramie 7.252 GRT của Hải quân Hoa Kỳ; cùng với chiếc tàu buôn Hoa Kỳ Arlyn 3.304 GRT, vốn sau đó bị tàu ngầm U-517 kết liễu.
Chiếc tàu ngầm tiếp tục xâm nhập sâu vào vịnh Saint Lawrence, nơi nó tấn công Đoàn tàu QS-33 vào ngày 6 tháng 9, đánh chìm tàu buôn Hy Lạp Aeas 4.729 GRT, và du thuyền vũ trang Canada HMCS Raccoon (358 tấn). Đến ngày 16 tháng 9, U-165 tấn công Đoàn tàu SQ-36, đánh chìm chiếc tàu buôn Hy Lạp Joanis 3.667 GRT; đồng thời gây hư hại cho chiếc tàu buôn Anh Essex Lance 6.625 GRT, và tàu buôn Hoa Kỳ Pan York 4.570 GRT. Sau đó chiếc U-boat lên đường quay trở về căn cứ.
U-165 hầu như đã về đến các cảng Pháp bên bờ Đại Tây Dương, khi vào ngày 27 tháng 9, nó bị một máy bay ném bom Vickers Wellington thuộc Liên đội 311 Không quân Hoàng gia Anh với đội bay người Séc phát hiện trong vịnh Biscay. Chiếc Wellington tấn công từ độ cao 70 ft (21 m), thả sáu quả mìn sâu tấn công U-165. Chiếc máy bay bị hỏa lực phòng không của chiếc tàu ngầm bắn trúng, khiến ba thành viên đội bay bị thương, và gây hư hại đến mức chiếc Wellington bị rơi tại St Eval, Cornwall trong lúc cố gắng hạ cánh. Dù sao cuộc tấn công cũng đã đánh chìm U-165 tại tọa độ 47°05′B 5°30′T / 47,083°B 5,5°T. Toàn bộ 51 thành viên thủy thủ đoàn của U-165 đều đã tử trận.

### Tóm tắt chiến công
U-165 đã đánh chìm được hai tàu buôn cùng một tàu chiến phụ trợ với tổng tải trọng 8.754 GRT, đồng thời gây hư hại cho ba tàu buôn cùng một tàu chiến phụ trợ với tổng tải trọng 21.751 GRT:
| Ngày             | Tên tàu      | Quốc tịch                 | Tải trọng | Số phận      |
| ---------------- | ------------ | ------------------------- | --------- | ------------ |
| 28 tháng 8, 1942 | USS Laramie  | Hải quân Hoa Kỳ           | 7.252     | Bị hư hại    |
| 28 tháng 8, 1942 | Arlyn        | United States             | 3.304     | Bị hư hại    |
| 6 tháng 9, 1942  | Aeas         | Greece                    | 4.729     | Bị đánh chìm |
| 7 tháng 9, 1942  | HMCS Raccoon | Hải quân Hoàng gia Canada | 358       | Bị đánh chìm |
| 16 tháng 9, 1942 | Essex Lance  | United Kingdom            | 6.625     | Bị hư hại    |
| 16 tháng 9, 1942 | Joanis       | Greece                    | 3.667     | Bị đánh chìm |
| 16 tháng 9, 1942 | Pan York     | United States             | 4.570     | Bị hư hại    |